# بانک اسلام مالزی
بانک اسلام مالزی (انگلیسی: Bank Islam Malaysia) شرکت خدمات مالی و بانکداری مالزیایی است، که در سال ۱۹۸۳ تأسیس شد.